# John Patrick Foley
John Patrick Foley (Darby, 11 de noviembre de 1935-Darby, 11 de diciembre de 2011) fue un cardenal estadounidense de la Iglesia católica. A partir de 2007 hasta el 2011, fue Gran Maestre de la Orden del Santo Sepulcro de Jerusalén, una orden de caballería bajo la protección papal, habiendo servido anteriormente como Presidente del Pontificio Consejo para las Comunicaciones Sociales de 1984 a 2007. Fue elevado al cardenalato en 2007. Él proporcionó el comentario para los espectadores de la televisión estadounidense de la misa de medianoche de Navidad en la Basílica de San Pedro, Roma. Sin embargo, en 2009, se retiró de esa función después de 25 años.
El papa Benedicto XVI, aceptó la renuncia al cardenal Foley como Gran Maestre el jueves, 24 de febrero de 2011, debido a la edad (el 11 de noviembre de 2010, el cardenal había cumplido 75 años, la edad a la que todos los obispos deben escribir una carta formal al papa ofreciendo su dimisión) y por motivos de salud (el cardenal fue diagnosticado en septiembre de 2009 de leucemia y anemia). Había llevado al Pontificio Consejo para las Comunicaciones Sociales durante 23 años, de 1984 a junio de 2007, cuando fue nombrado Gran Maestre, y había sido un consultor o miembro de muchos departamentos de la Curia. En un tiempo fue editor del Catholic Standard & Times, el periódico de la archidiócesis católica de Filadelfia. Se había reunido con el papa Benedicto XVI el 10 de febrero, dos días después de presentar su carta de renuncia al secretario de Estado de la Santa Sede.

## Biografía
Hijo único, Foley nació en el Hospital Fitzgerald-Mercy en Darby, Pensilvania, sus padres fueron John y Regina Foley. Se crio en Sharon Hill, un suburbio de Filadelfia, y fue miembro de la parroquia del Espíritu Santo. Después de graduarse en la escuela parroquial local, asistió a la escuela preparatoria Saint Joseph desde 1949 hasta 1953, y consideró brevemente una vocación jesuita. Más tarde asistió al colegio St. Joseph, donde fue elegido presidente del cuerpo estudiantil en 1956 y obtuvo una licenciatura summa cum laude en historia en 1957. Luego estudió en el seminario San Carlos Borromeo en Wynnewood, obteniendo una licenciatura en Filosofía en 1958. Foley fue ordenado sacerdote de la Arquidiócesis de Filadelfia por el arzobispo John Krol, el 19 de mayo de 1962.
Amplió sus estudios en la Universidad de Columbia, Escuela de Graduados de Periodismo, obteniendo su maestría en periodismo. Como estudiante de posgrado en el Pontificio Colegio Norteamericano en Roma, recibió su licenciatura en Filosofía en 1964 y su doctorado cum laude en 1965 en la Universidad Pontificia de Santo Tomás de Aquino con una disertación sobre Ley Natural, Derecho Natural y la Corte Warren. Estableciendo un récord al recibir su doctorado en filosofía por la Universidad en un año. Se desempeñó como asistente de editor en Roma y corresponsal para el periódico arquidiocesano, el Catholic Standard & Times. De 1970 a 1984 fue editor del periódico, y en 1976 recibió el título honorífico de "Monseñor".

## Papel en la Curia Romana
El 5 de abril de 1984, Foley fue nombrado presidente del Pontificio Consejo para las Comunicaciones Sociales y Arzobispo titular de Neapolis in Proconsulari por el fallecido papa Juan Pablo II. Recibió su consagración episcopal el 8 de mayo de ese año por el cardenal Krol, con los obispos Martin Nichlas Lohmuller y Thomas Welsh como co-consagrantes.
Foley, como presidente del Consejo, era el jefe de mayor antigüedad de un dicasterio hasta recibir este nombramiento; el arzobispo Claudio Maria Celli, exsecretario de la Administración del Patrimonio de la Santa Sede, fue nombrado como su sucesor. En 1989, publicó un documento sobre la pornografía y la violencia en los medios de comunicación.
El cardenal Foley se asentó en varias organizaciones, incluyendo la Conferencia Nacional de Cristianos y Judíos, la Comisión de Ética del Estado de Pensilvania y la Conferencia Nacional de Obispos Católicos.

## Cardenal
El papa Benedicto XVI lo nombró como Gran Maestre de la Orden del Santo Sepulcro, el 27 de junio de 2007.
Foley fue elevado al Colegio de los Cardenales en el consistorio de la Santa Basílica de San Pedro el 24 de noviembre de 2007. Foley fue nombrado cardenal diácono de San Sebastiano al Palatino. Fue el séptimo sacerdote la Arquidiócesis de Filadelfia en ser elevado al cardenalato. Se convirtió totalmente en Gran Maestre el 22 de diciembre de 2007.
El 12 de junio de 2008, además de sus otros deberes, fue nombrado por Benedicto como miembro de la Congregación para el Culto Divino y la Disciplina de los Sacramentos y de la Congregación para la Evangelización de los Pueblos hasta que se vio debilitado por la enfermedad.
El 12 de febrero de 2011 regresó a la archidiócesis de Filadelfia, donde residió en la Villa St. Joseph, Darby, Pensilvania, un hogar para enfermos, jubilados o convalecientes sacerdotes de la Arquidiócesis, hasta su muerte el 11 de diciembre de 2011 por la leucemia. Fue sepultado en la cripta de la Catedral basílica de San Pedro y San Pablo (Filadelfia).

## Vida personal
Foley presuntamente se levantaba todos los días a las 6:00 para ver la CNN, con el fin de "saber qué pedir en oración". Era un abstemio y se describía como "adicto al chocolate".